# Chhapahile
Chhapahile (nep. छापहिले) – gaun wikas samiti w zachodniej części Nepalu w strefie Lumbini w dystrykcie Gulmi. Według nepalskiego spisu powszechnego z 2001 roku liczył on 568 gospodarstw domowych i 2949 mieszkańców (1608 kobiet i 1341 mężczyzn).